# Untertilliach
Untertilliach est une commune autrichienne du district de Lienz dans le Tyrol.